# Gymnothorax neglectus
Gymnothorax neglectus är en fiskart som beskrevs av Tanaka, 1911. Gymnothorax neglectus ingår i släktet Gymnothorax och familjen Muraenidae. Inga underarter finns listade i Catalogue of Life.